# Oskar Kurt Döbrich
Oskar Kurt Döbrich (17 mai 1911 à Metz - 31 octobre 1970 à Münster) était un peintre et graphiste allemand. 

## Biographie
Oskar Kurt Döbrich naît à Metz le 17 mai 1911, pendant la première annexion allemande. En 1918, Metz redevenant Française, sa famille doit quitter la Lorraine pour la région de Münster en Rhénanie-du-Nord-Westphalie. Après des études à Münster, Oskar Döbrich part à Berlin en 1933, suivre les cours de l'Académie nationale d'Art. Jusqu'en 1937, il étudie sous la direction de Kanoldt et d'Alexander H. Zimbal, dans les ateliers Hasler, Tappert et Rössing. Dans ses œuvres, il n'hésite pas à se montrer critique vis-à-vis du national-socialisme. Oskar Döbrich voyagea et travailla en Hollande, en Belgique, en France, en Italie et en Grèce. Il décéda le 31 octobre 1970 à Münster.
Le musée de Münster possède aujourd'hui une soixantaine d’œuvres graphiques de l'artiste.